# Směrnice přímky
Směrnice přímky je tangens úhlu, který v kartézské soustavě souřadnic svírá daná přímka (nerovnoběžná s osou y) s kladným směrem osy x.

## Směrnicový tvar přímky
Jestliže je přímka zapsána v tzv. směrnicovém tvaru jako funkce {\displaystyle y=kx+q}, pak směrnici přímky představuje číslo k.
Je-li {\displaystyle k>0}, jedná se o rostoucí funkci, a naopak, je-li {\displaystyle k<0}, jde o funkci klesající. Je-li {\displaystyle k=0}, je přímka rovnoběžná s osou x. Přímku rovnoběžnou s osou y nelze pomocí směrnice vyjádřit (nejedná se o funkci, protože v tomto případě je jedné hodnotě x přiřazeno nekonečně mnoho hodnot y).